# Time 100
Time 100 (ofta stiliserat som TIME 100) är en årlig lista publicerad av den amerikanska tidskriften Time. Listan består av de 100 personer som tidskriften ansett varit mest inflytelserika i världen under den gångna året. Listan har publicerats årligen sedan 1999. Personerna på listan väljs ut av redaktörer på Time och nomineringar inkommer från personer som tidigare förekommit på listan samt gånger internationella skribenter.
Att förekomma på listan ses som en ära och en gala hålls varje år i New York för att hylla personerna på listan.

## Personer som förekommit flera gånger på listan
Följande personer har förekommit fem eller fler gånger på Time 100-listan.

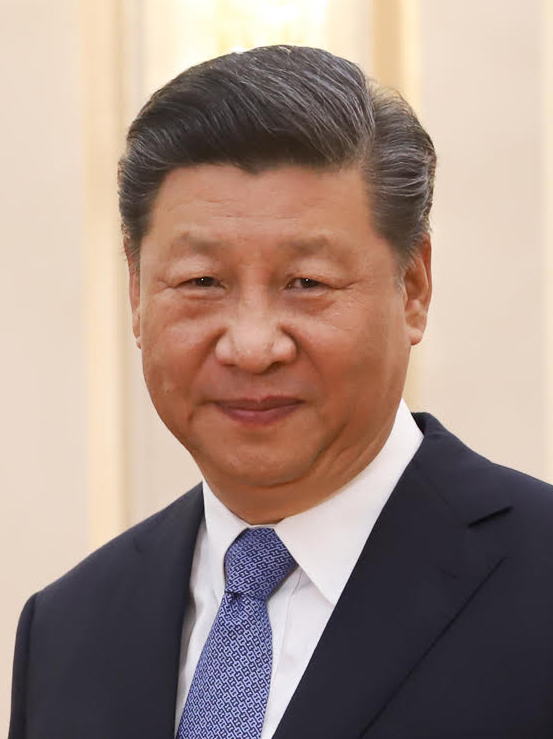
Xi Jinping Listad tretton gånger: 2022, 2021, 2020, 2019, 2018, 2017, 2016, 2015, 2014, 2013, 2012, 2011 och 2009
Barack Obama Listad elva gånger: 2016, 2015, 2014, 2013, 2012, 2011, 2010, 2009, 2008, 2007 och 2005
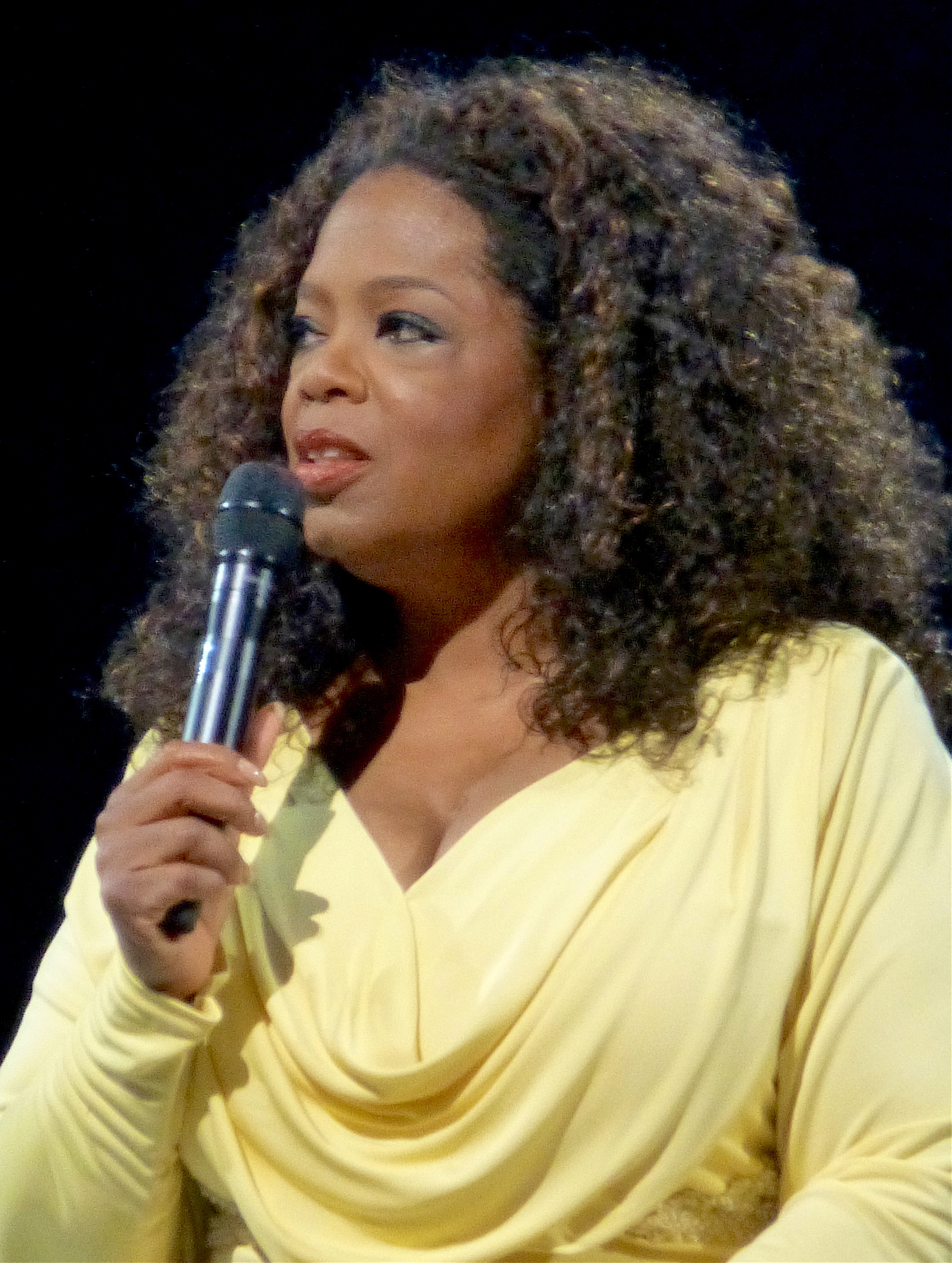
Oprah Winfrey Listad elva gånger: 2022, 2018, 2011, 2010, 2009, 2008, 2007, 2006, 2005, 2004 och 1900-talet
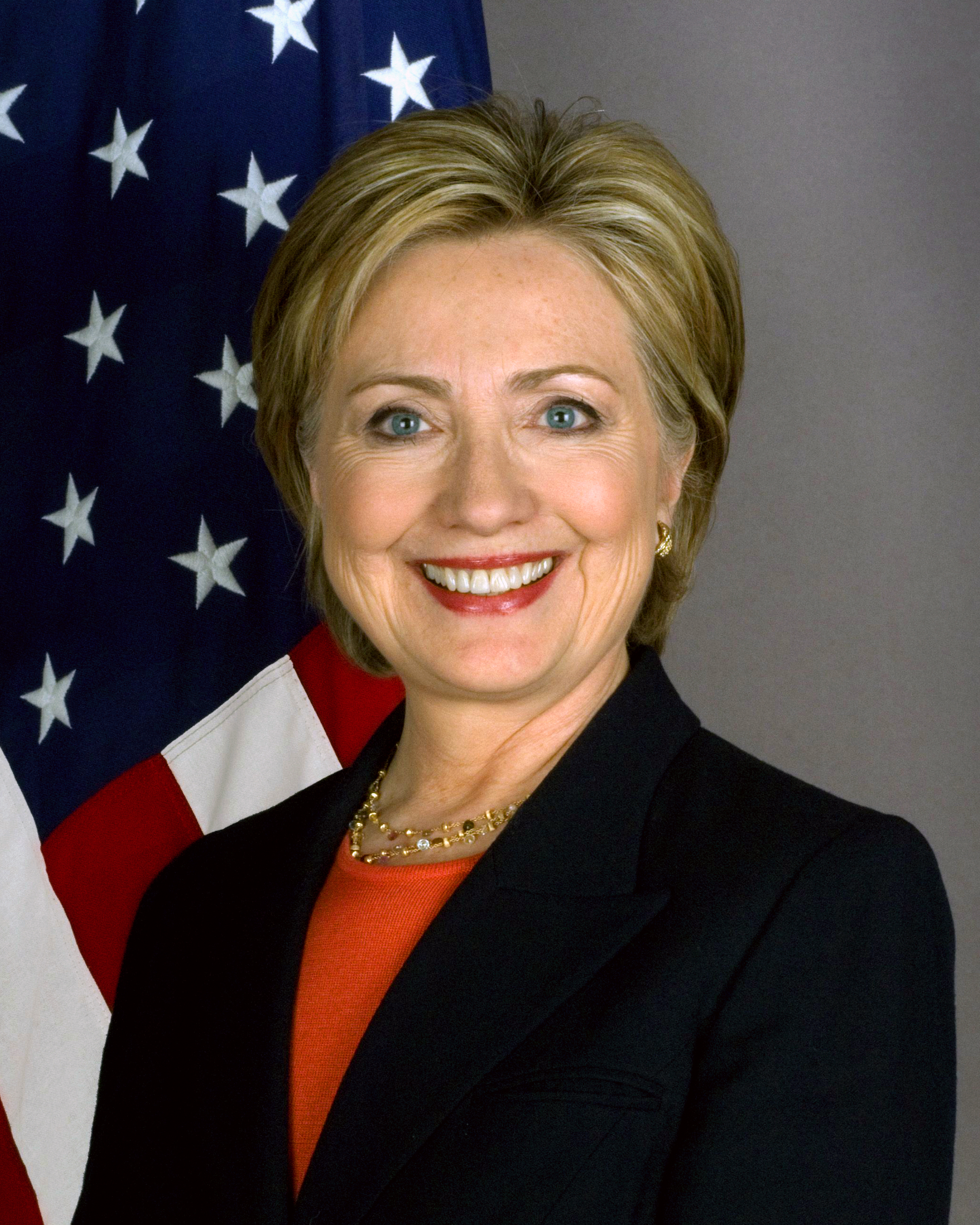
Hillary Clinton Listad tio gånger: 2016, 2015, 2014, 2012, 2011, 2009, 2008, 2007, 2006 och 2004
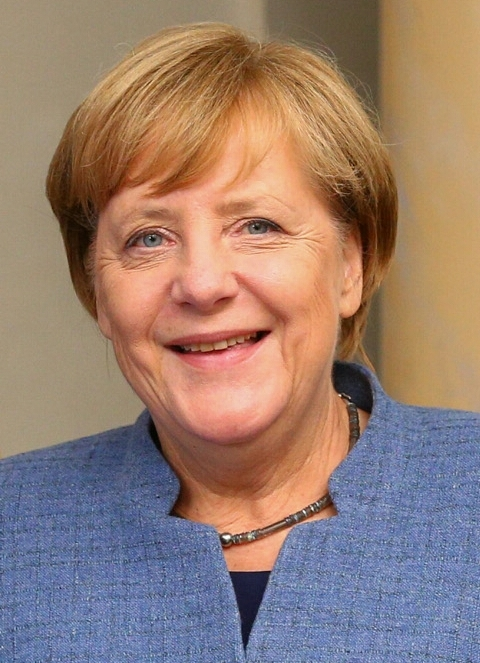
Angela Merkel Listad nio gånger: 2020, 2016, 2015, 2014, 2012, 2011, 2009, 2007 och 2006
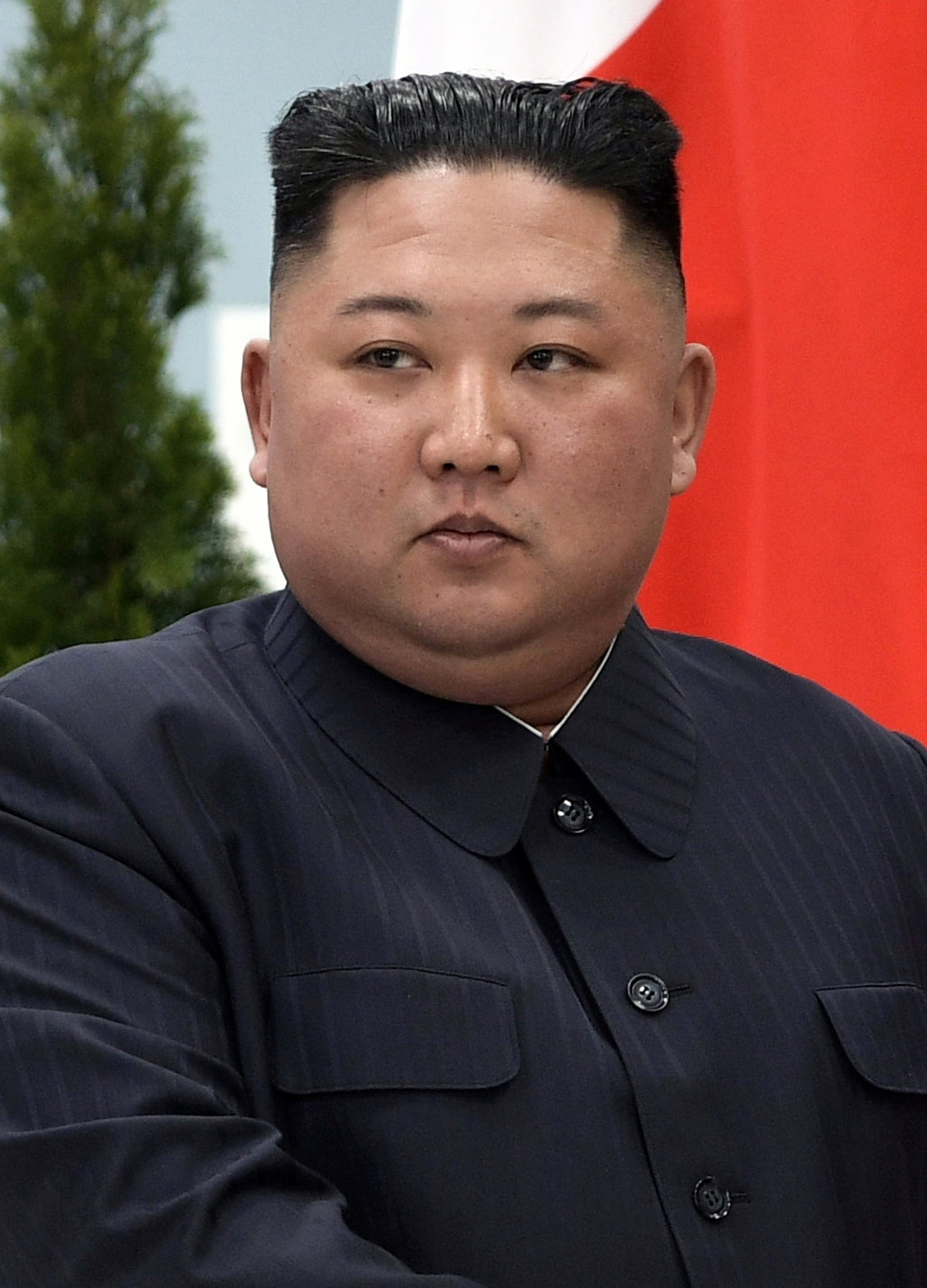
Kim Jong-un Listad åtta gånger: 2018, 2017, 2016, 2015, 2014, 2013, 2012 och 2011
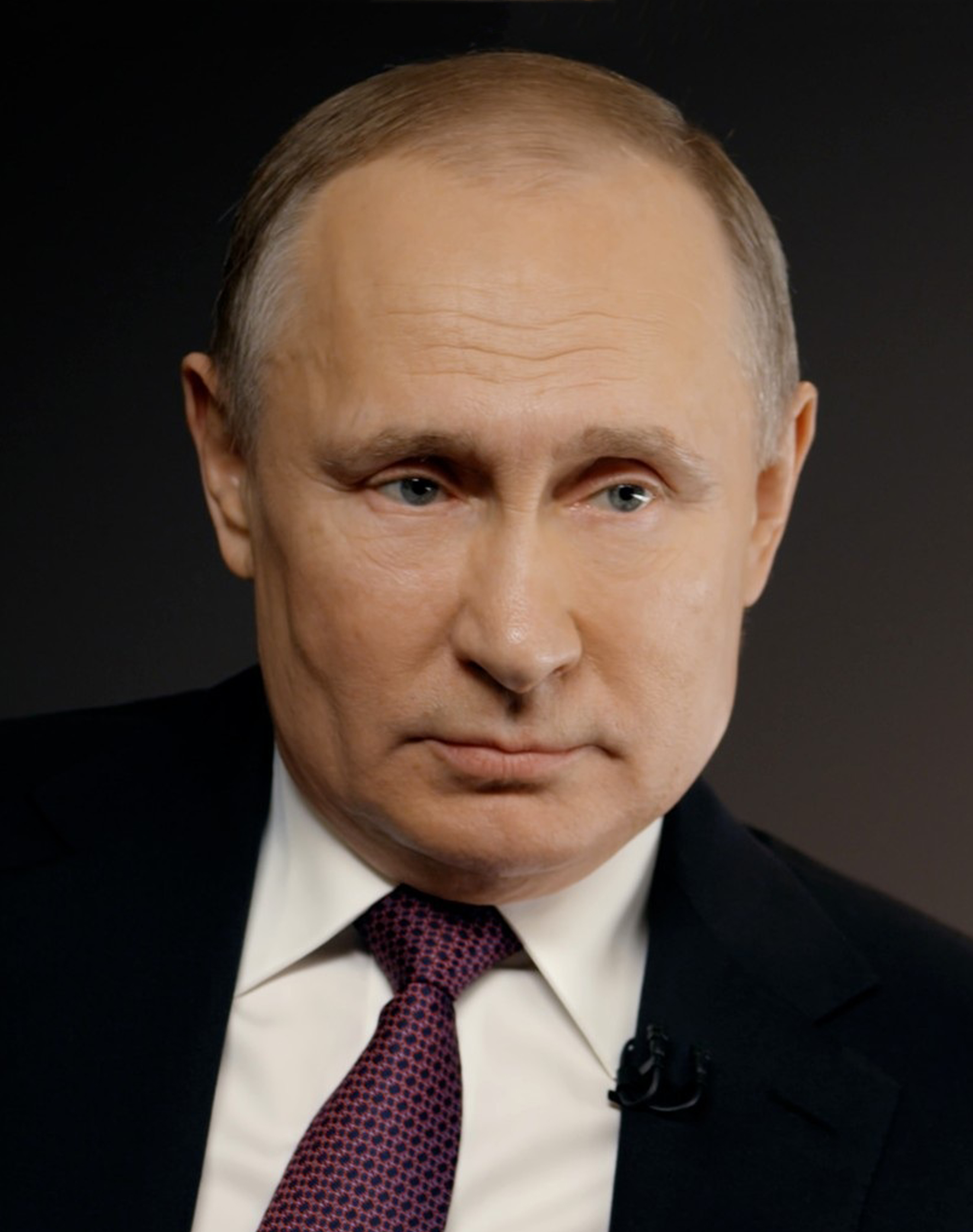
Vladimir Putin Listad sju gånger: 2022, 2017, 2016, 2015, 2014, 2008 och 2004
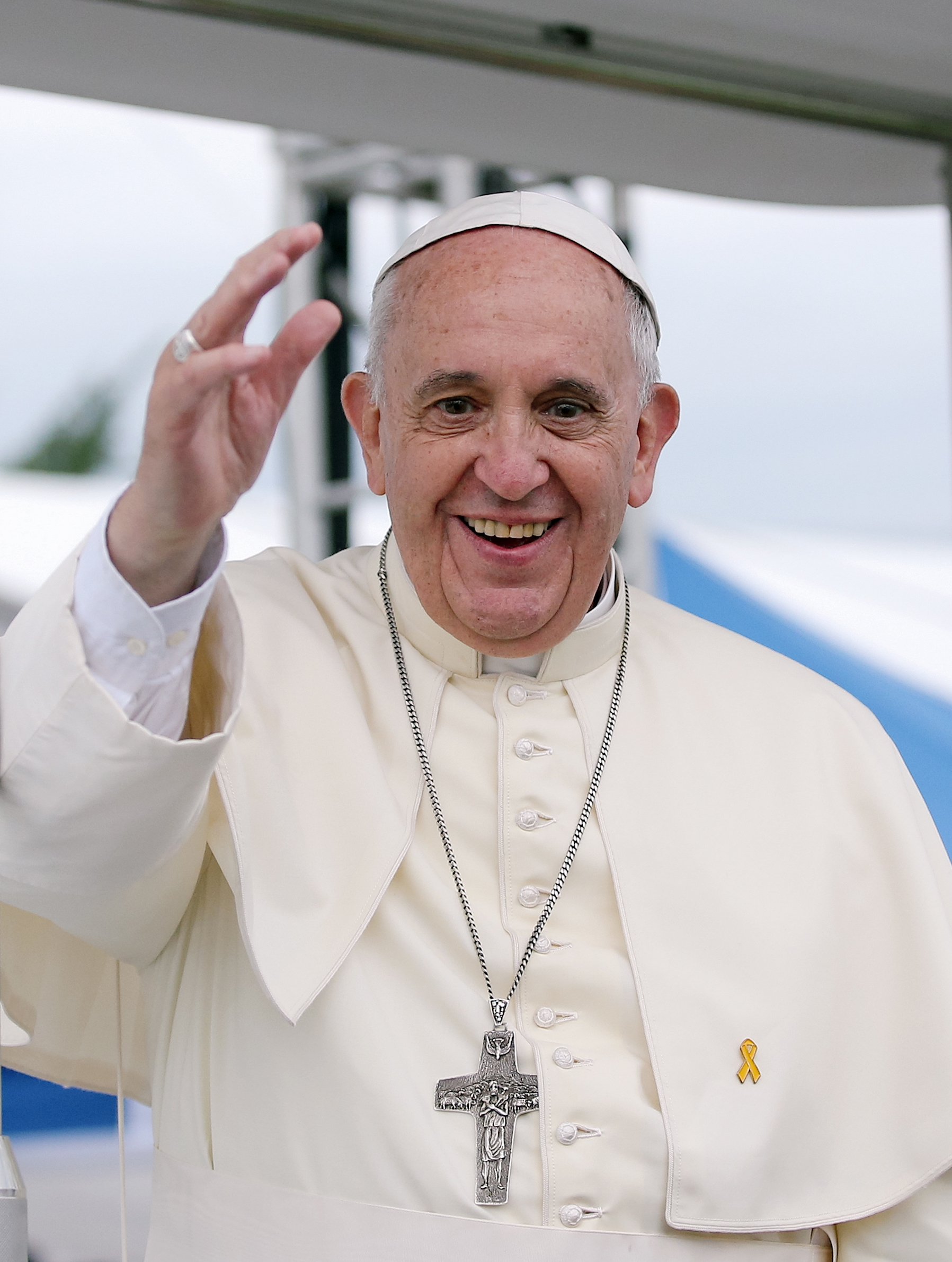
Påve Franciskus Listad sex gånger: 2019, 2017, 2016, 2015, 2014 och 2013
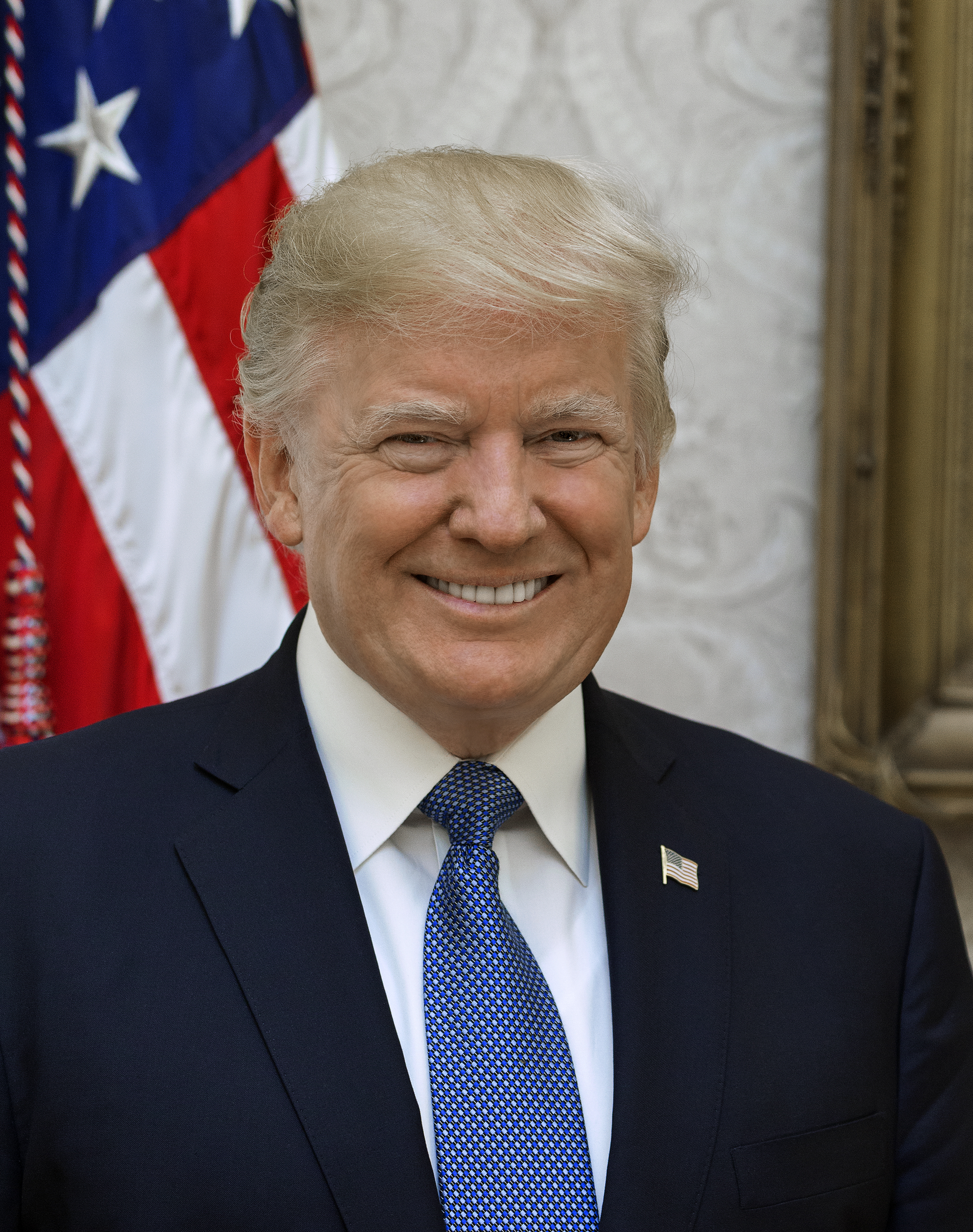
Donald Trump Listad sju gånger: 2025, 2021, 2020, 2019, 2018, 2017 och 2016
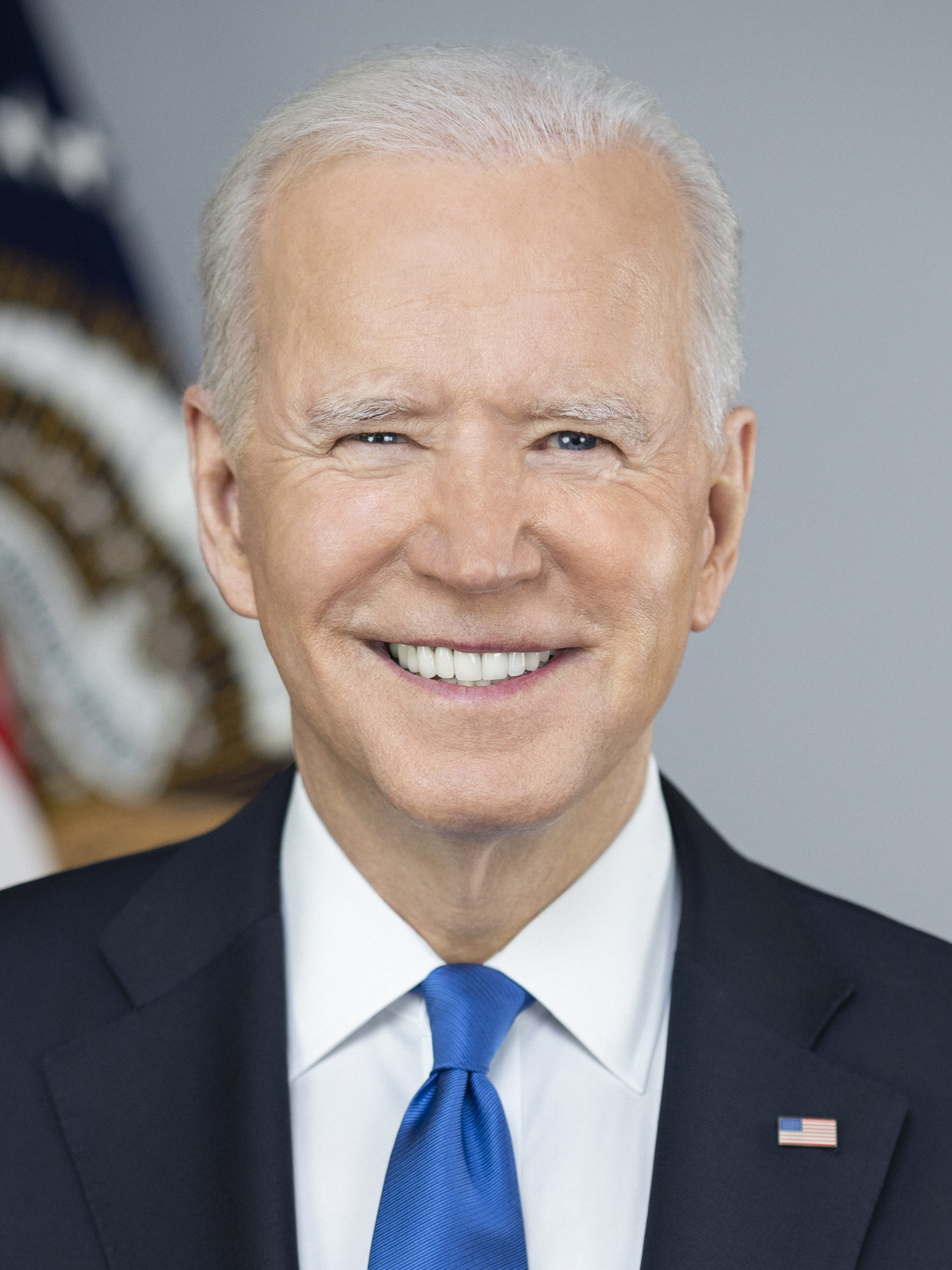
Joe Biden Listad sex gånger: 2023, 2022, 2021, 2020, 2013 och 2011
Elon Musk Listad sex gånger: 2025, 2023, 2021, 2018, 2013 och 2010
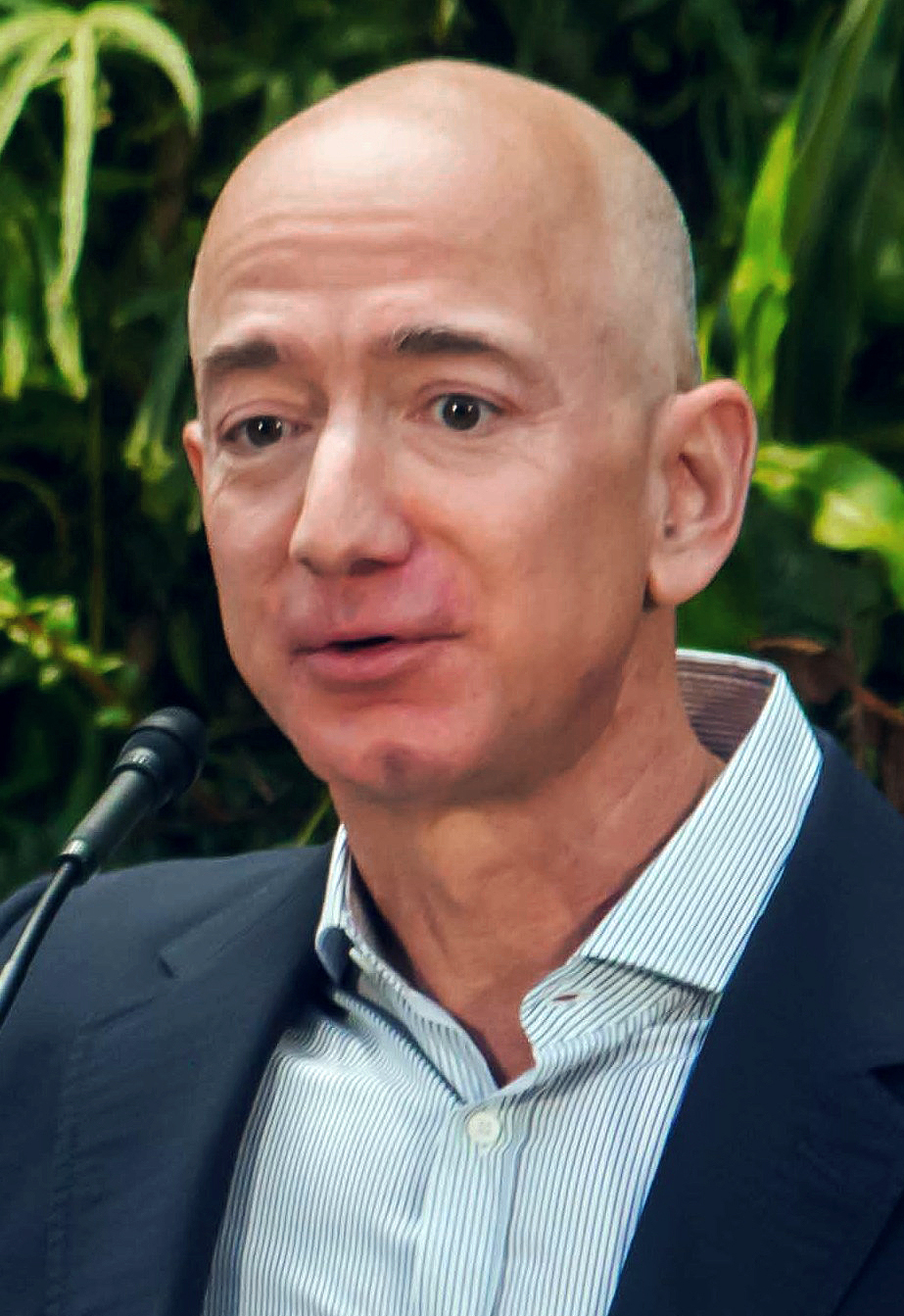
Jeff Bezos Listad fem gånger: 2018, 2017, 2014, 2009, och 2008
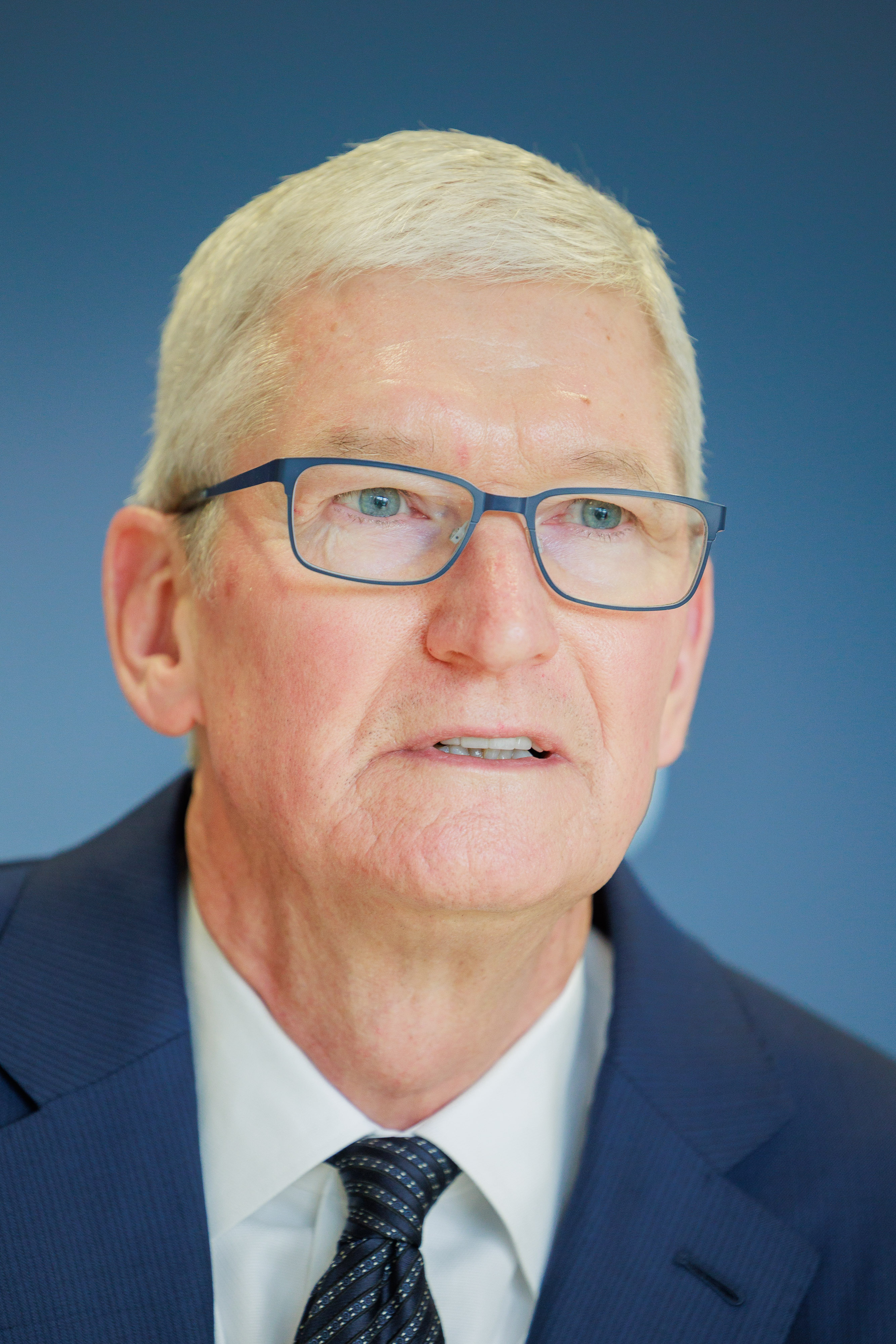
Tim Cook Listad fem gånger: 2022, 2021, 2016, 2015 och 2012
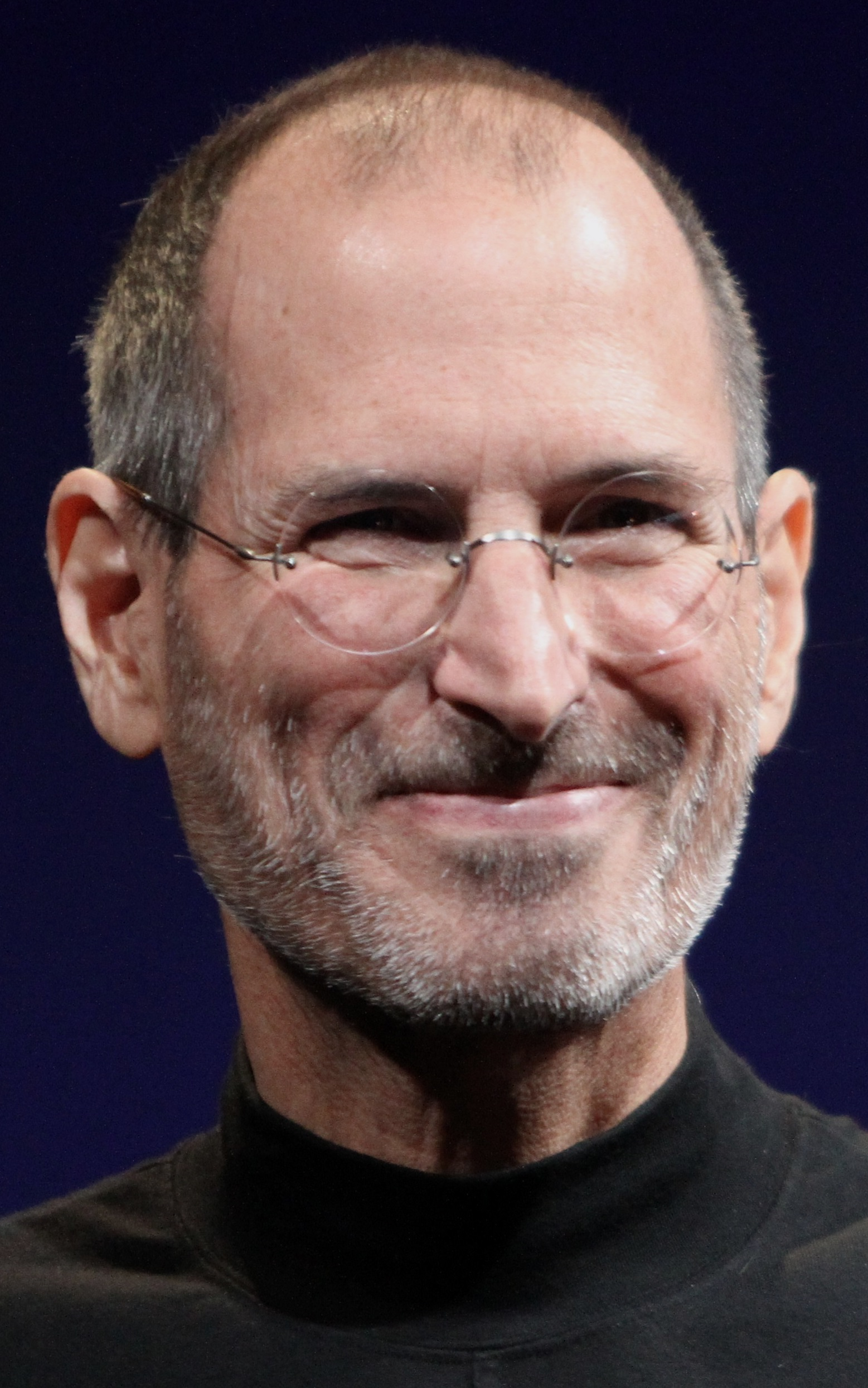
Steve Jobs Listad fem gånger: 2010, 2008, 2007, 2005 och 2004
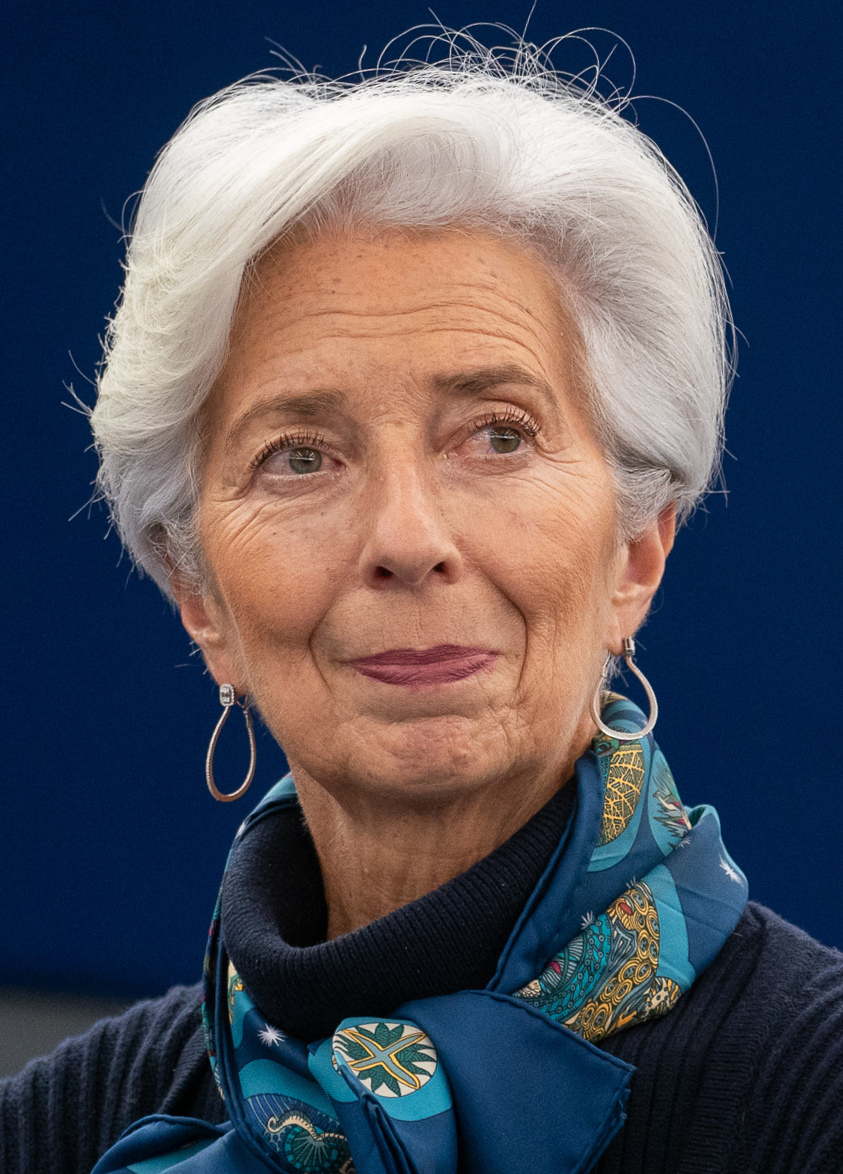
Christine Lagarde Lista fem gånger: 2022, 2016, 2012, 2010 och 2009
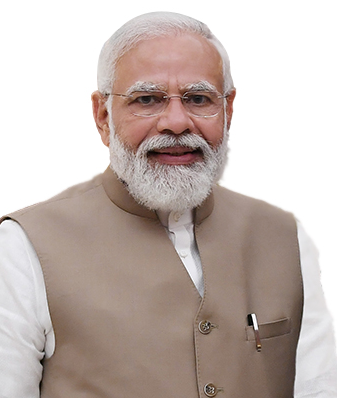
Narendra Modi Listad fem gånger: 2021, 2020, 2017, 2015 och 2014
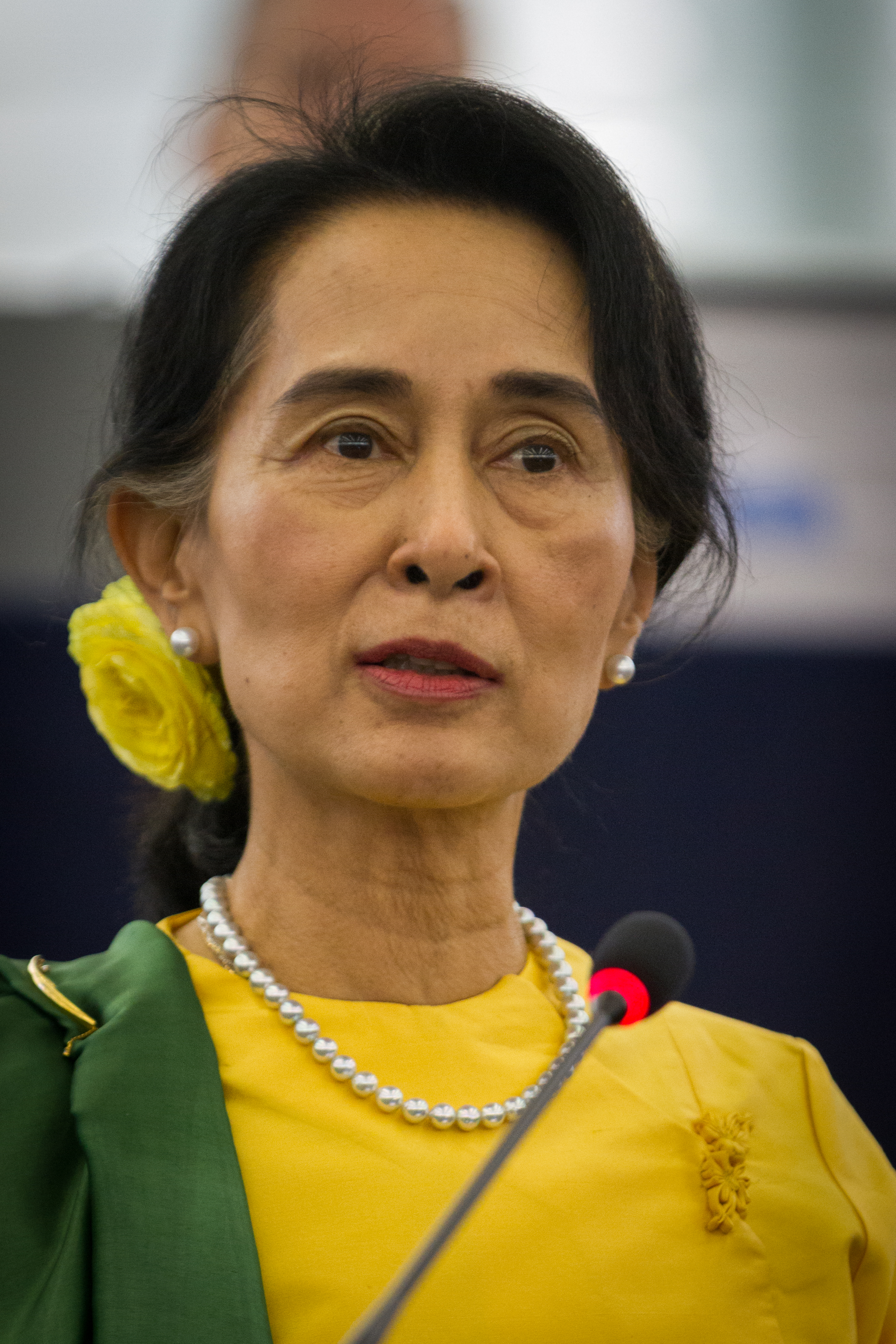
Aung San Suu Kyi Listad fem gånger: 2016, 2013, 2011, 2008 och 2004
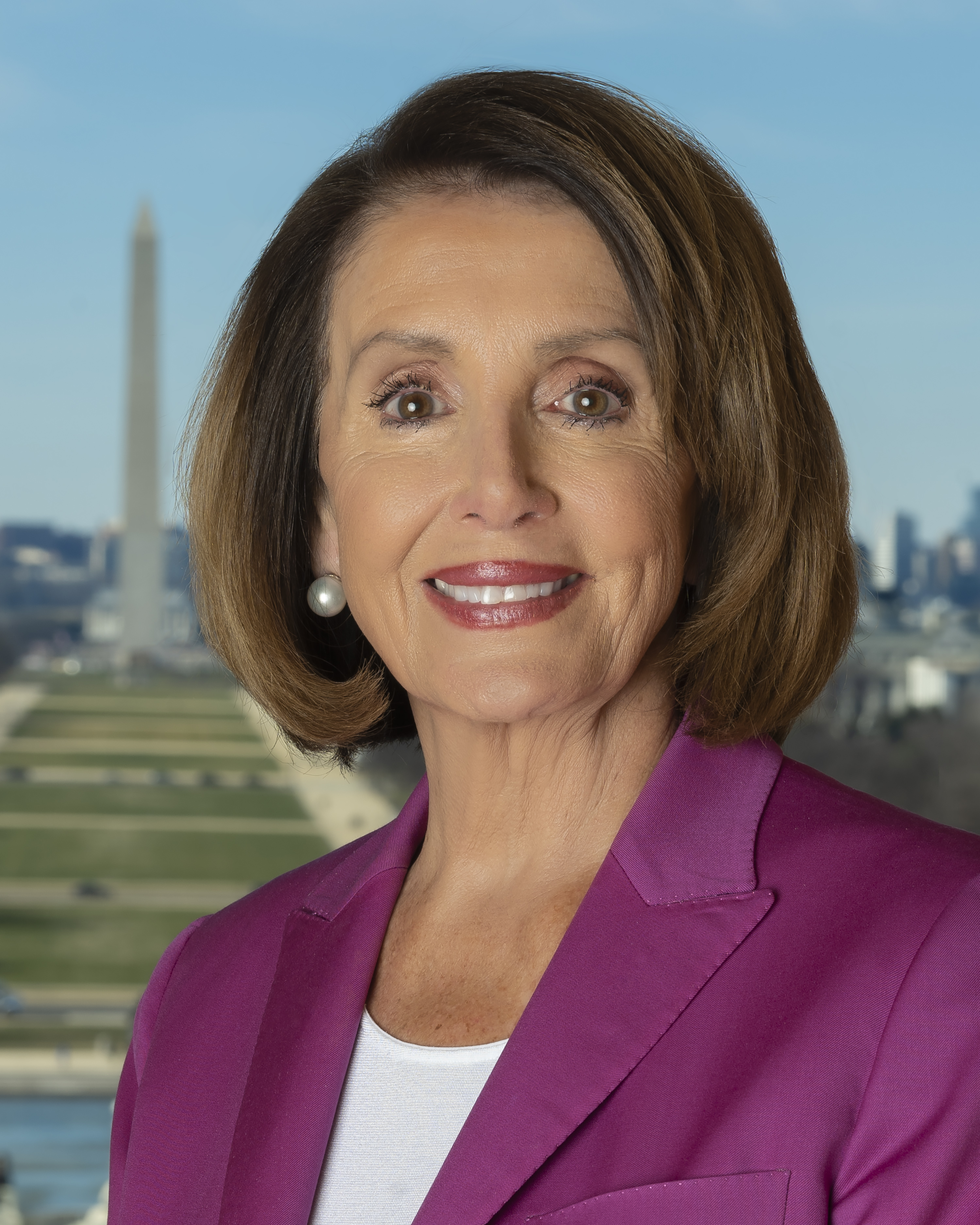
Nancy Pelosi Listad fem gånger: 2020, 2019, 2018, 2010 och 2007
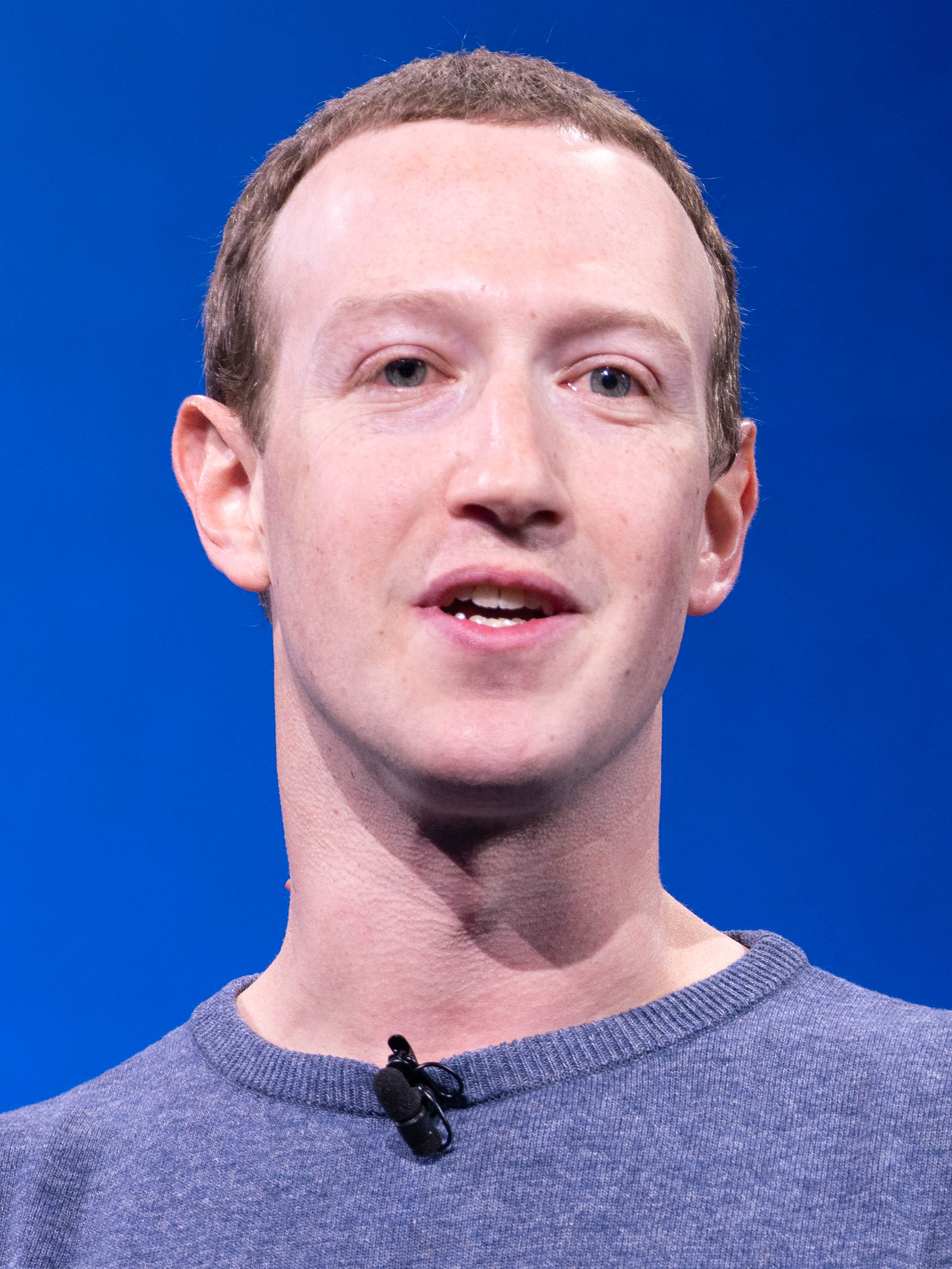
Mark Zuckerberg Listad fem gånger: 2025, 2019, 2016, 2011 och 2008